# Oscar Youngdahl
Oscar Ferdinand Youngdahl (* 13. Oktober 1893 in Minneapolis, Minnesota; † 3. Februar 1946 ebenda) war ein US-amerikanischer Politiker. Zwischen 1939 und 1943 vertrat er den Bundesstaat Minnesota im US-Repräsentantenhaus.

## Werdegang
Oscar Youngdahl besuchte die öffentlichen Schulen seiner Heimat und danach die Hamline University in Saint Paul. Anschließend absolvierte er bis 1916 das Gustavus Adolphus College in St. Peter. Danach arbeitete er zunächst als Lehrer an der Ortonville High School. Außerdem unterrichtete er auch die Fächer Dramaturgie und Rhetorik. Während des Ersten Weltkrieges diente er in der US Navy. In den Jahren 1919 bis 1925 verkaufte Youngdahl Wertpapiere. Nach einem anschließenden Jurastudium und seiner im Jahr 1925 erfolgten Zulassung als Rechtsanwalt begann er in Minneapolis in seinem neuen Beruf zu praktizieren.
Politisch war Youngdahl Mitglied der Republikanischen Partei. Im Jahr 1936 kandidierte er erfolglos für das Amt des Attorney General von Minnesota. Bei den Kongresswahlen des Jahres 1938 wurde er im fünften Wahlbezirk von Minnesota in das US-Repräsentantenhaus in Washington, D.C. gewählt, wo er am 3. Januar 1939 die Nachfolge von Dewey Johnson antrat. Nach einer Wiederwahl im Jahr 1940 konnte er bis zum 3. Januar 1943 zwei Legislaturperioden im Kongress absolvieren. Sein letztes Jahr im Kongress war von den Ereignissen des Zweiten Weltkrieges bestimmt. 
Für die Wahlen des Jahres 1942 wurde Youngdahl von seiner Partei nicht mehr für eine weitere Amtszeit nominiert. Danach arbeitete er bis zu seinem Tod am 3. Februar 1946 in Minneapolis wieder als Anwalt. Sein jüngerer Bruder Luther (1896–1978) war von 1947 bis 1951 Gouverneur von Minnesota.